# 84 î.Hr.

## Nașteri
- dată necunoscută: Gaius Valerius Catullus poet latin (d. 54 î.Hr.)

## Decese
- dată necunoscută: Lucius Cornelius Cinna consul al Republicii Romane (n. 135 î.Hr.)
- dată necunoscută: Attius  (n. 170 î.Hr.)